# Bentheuphausia amblyops
Bentheuphausia amblyops – średniej wielkości gatunek szczętek (Euphausiacea), jedyny w monotypowym rodzaju Bentheuphausia, który jest również jedynym w monotypowej rodzinie szczętek Bentheuphausiidae. Wszystkie inne znane gatunki kryla (85 gatunków) są sklasyfikowane w rodzinie Euphausiidae.
Gatunek opisał po raz pierwszy w 1883 Georg Ossian Sars, nazywając go najpierw Thysanopoda amblyops. W 1885 opisał dla tego gatunku nowy rodzaj Bentheuphausia.
B. amblyops występuje we wszystkich oceanach świata: w północnym Atlantyku na południe od 40° N szerokości geograficznej, w Oceanie Indyjskim jak i w Oceanie Spokojnym. Jego habitat to głębokie batypelagialne wody od 1000 do 4000 m p.p.m.
Uważany jest za najprymitywniejszy gatunek szczętek. Odróżnia się od innych gatunków z rodziny Euphausiidae kilkoma cechami morfologicznymi, np. brakiem fotoforów, dlatego też nie jest zdolny do bioluminescencji. Inna różnica to nieprzystosowanie pierwszej pary pleopodów do kopulacji. Również oczy B. amblyopsa są mniejsze od oczu gatunków Euphausiidae.
Dorosłe osobniki osiągają wielkość od 40 do 50 mm.